# Тодор Мацанов
Тодор Мацанов е български общественик и търговец, член на Солунската българска община.

## Биография
Роден е около 1859 година в големия македонски град Велес, тогава в Османската империя. Премества се в Солун, където се занимава с търговия с храни от Сърбия за Гърция и други. Избиран е за член на общината в 1882 година, в 1884 година и много други години, като постоянно участва в комисиите за надзора на солунските български училища. Мацанов заедно с Насте Стоянов, Коне Самарджиев, Ничо Попов, Саздо Ризов, Дамян Кондов е сред членовете на общината, които подкрепят Екзархията и официалната българска политика и се противопоставят на революционните действия.
С жена си Мария Матова (1862 - 1897), сестра на Димитър Матов, имат син Константин Мацанов, български учител, дъщери Елена Мацанова и Невенка Мацанова, също учителки, Василка (завършила Солунската гимназия, випуск ΧII, 1902), Олга (завършила Солунската гимназия, випуск XVIII, 1909) и Иванка. Втората му Съпруга е Султана.
Умира след 1907 година.